# Classes défense et sécurité globale
Les classes défense et sécurité globale (CDSG) constituent un dispositif français de partenariat entre le ministère des Armées et le ministère de l'Éducation nationale en faveur de l'insertion sociale et de la réussite scolaire, encadrée par la convention cadre de 2015.
Le dispositif se traduit par une convention particulière entre un établissement scolaire de l'enseignement secondaire et une formation militaire (notamment les unités opérationnelles : régiment de l'armée de Terre, bâtiment de la Marine nationale, base aérienne de l'armée de l'air). Par exemple, la CDSG du collège F. Dolto de Saint-Andiol est parrainée par le CMT Orion stationné à Toulon, ou la CDSG du collège J. Roumanille d'Avignon avec le SNA Casabianca. La CDSG du collège Jacques Prévert de Wintzenheim est liée au bataillon de commandement et de soutien de la brigade franco-allemande ou encore la CDSG du collège Notre Dame de Toutes Aides à Nantes est parrainée par la frégate Chevalier Paul de la Marine Nationale et en Normandie. 
L'objectif affiché est de contribuer au développement de l'esprit de défense, au renforcement du lien armées-Nation et du patriotisme dans le cadre de l'éducation civique.

## Académies participantes
- Académie de Caen
- Académie de Bordeaux
- Académie d'Aix Marseille[4]
- Académie de Nice
- Académie de Lille
- Académie de Montpellier
- Académie de Versailles
- Académie de Grenoble
- Académie de Créteil[5]